# São João de Bastuço
São João de Bastuço ist ein Ort und eine ehemalige Gemeinde (Freguesia) im nordportugiesischen Kreis Barcelos. 

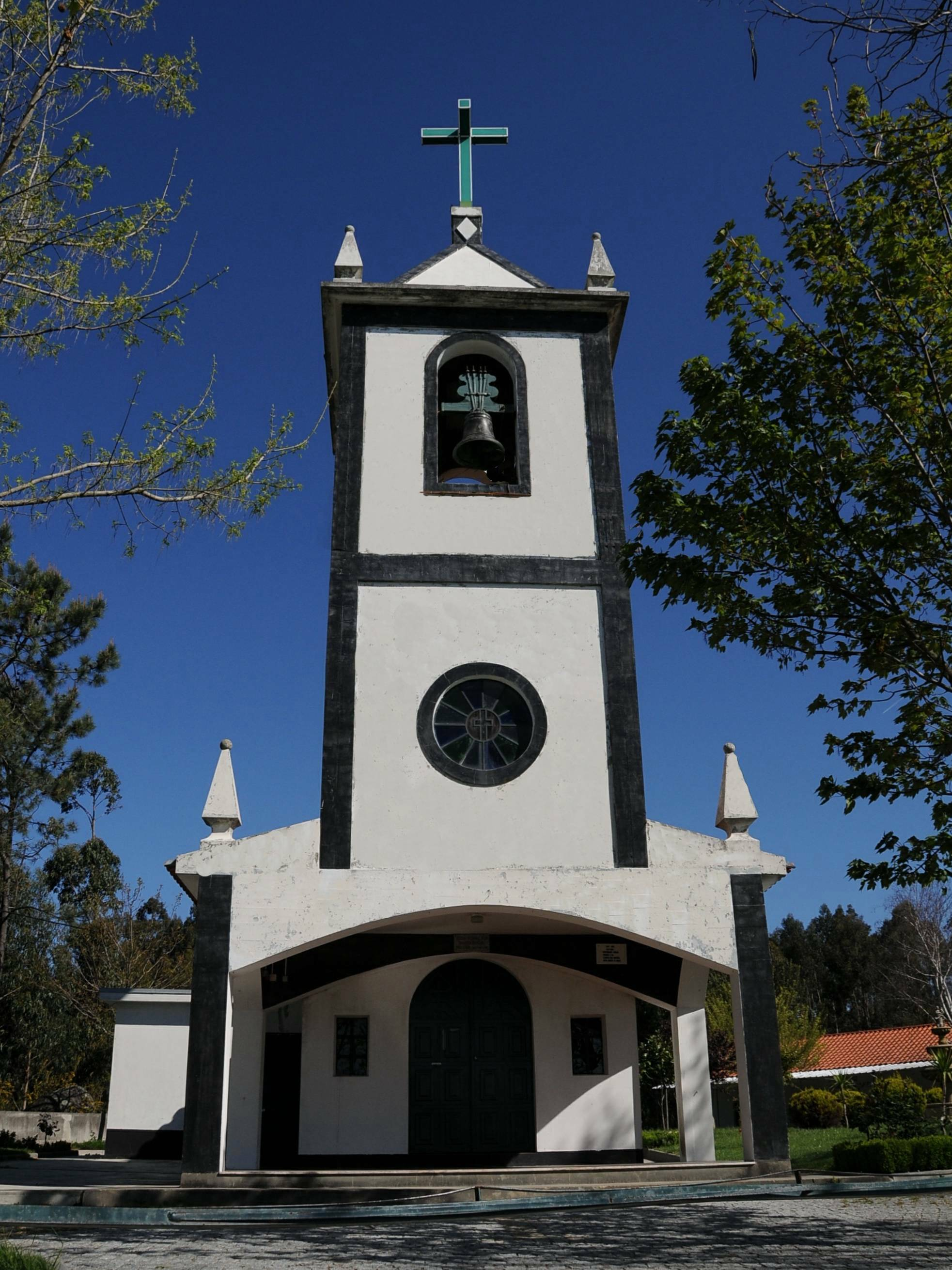
Kirche Senhora da Boa Fé in Bastuço (São João)

Die Gemeinde hatte 660 Einwohner (Stand 30. Juni 2011).
Im Zuge der Gebietsreform am 29. September 2013 wurden die Gemeinden Bastuço (São João), Sequeade und Bastuço (Santo Estêvão) zur neuen Gemeinde União das Freguesias de Sequeade e Bastuço (São João e Santo Estêvão) zusammengefasst.